# Ryunosuke Noda
Ryunosuke Noda (野田 隆之介 Noda Ryunosuke?), född 28 september 1988 i Fukuoka prefektur, är en japansk fotbollsspelare.
Noda började sin karriär 2010 i Sagan Tosu. Han spelade 70 ligamatcher för klubben. 2014 flyttade han till Nagoya Grampus. 2017 flyttade han till Shonan Bellmare. Med Shonan Bellmare vann han japanska ligacupen 2018.